# Làser tag
El làser tag és un joc esportiu que simula un combat entre persones. Està basat en el fet que els jugadors intentin aconseguir punts disparant amb pistoles làser (inofensives) als dispositius receptors situats en els seus rivals, que s'il·luminen amb llums de colors, un color per a cada equip.
Encara que els làser tags van ser creats per entrenar els soldats en situacions de combat, en l'actualitat és un joc de nens i adults molt popular. És semblant al paintball, però en comptes de jugar amb pintura i a l'aire lliure, es fa amb pistoles làser i en interiors.

## Regles comunes
No es pot córrer (hi ha el risc de caure i fer-se mal, a banda del fet que es pot fer malbé l'armilla, que és molt cara), saltar, arrossegar-se, insultar ni pegar als adversaris. També cal tenir en compte que quan es dispara a algú, i se'l persegueix esperant que revisqui per matar-lo altra vegada tan bon punt ho faci, no se li dona opció a continuar jugant i pot resultar molest.
Tot i que les regles són clares, hi ha vàries preguntes que tenen les persones que encara no han jugat mai al làser tag com:
- El làser tag és perillòs? No! En ser un joc sense contacte físic és totalment segur
- Poden jugar els nens? Es clar que sí! Aquest joc és accesible tant per adults com per a nens
- Qui guanya una partida de Làser Tag? Guanya l'equip/jugador que aconsegueixi fer més punts. Aquests punts es guanyen disparant als sensors lluminosos de l'armilla dels rivals.

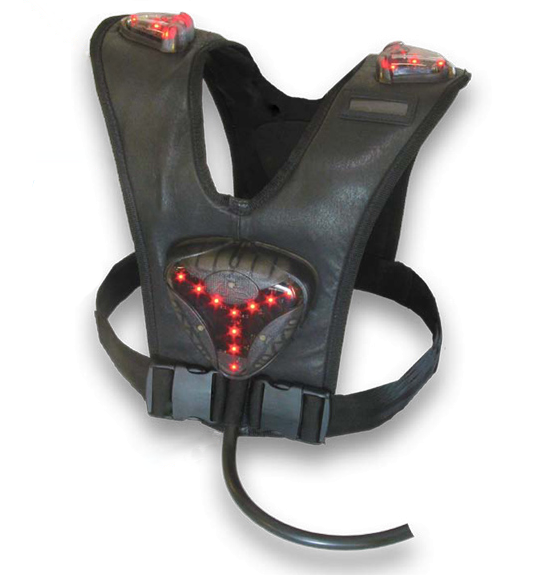
Armilla utilitzada en el joc

## Història
A finals de la dècada dels 70 i principis dels 80 l'exèrcit dels Estats Units va desenvolupar un sistema amb raigs infraroigs per a l'entrenament de combat. El sistema MILERS funcionava com un sistema "Làser tag", ja que els trets d'infraroig eren recollits per receptors que comptaven els impactes. Sistemes similars són manufacturats per diverses companyies i usats per diversos exèrcits per tot el globus.
A finals de la dècada dels 70, amb l'arribada a les grans pantalles de Star Trek, es va popularitzar aquest joc encara poc desenvolupat tot i que la idea del joc sempre ha sigut la mateixa. El primer centre de làser tag com a tal va aparèixer a Dallas, Estats Units, amb el nom de George Carter II.
En el 1988 neix l'empresa Phasor Strike (Zone Laser Tag) que, actualment és l'empresa especialitzada en aquest joc més gran i important del món amb més de 586 centres repartits en tots els continents.